# Cirphis ebriosa
Cirphis ebriosa är en fjärilsart som beskrevs av Achille Guenée 1852. Cirphis ebriosa ingår i släktet Cirphis och familjen nattflyn. Inga underarter finns listade i Catalogue of Life.